# Saga Grœnlendinga

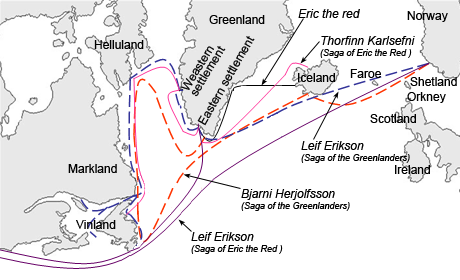
Representación de los viajes vikingos a Groenlandia en la Saga Grœnlendinga y en la Saga de Erik el Rojo.

La Saga Grœnlendinga (o Saga de los groenlandeses) es una de las sagas islandesas que junto a la Saga de Erik el Rojo son una de las principales fuentes literarias de información sobre la colonización vikinga en América. Cuenta la colonización de Groenlandia iniciada por Erik el Rojo.
La saga se preserva en Flateyjarbók, un manuscrito del siglo XIV, y se cree que se encargó su redacción en el siglo XIII, habiéndose desarrollado los hechos narrados entre 970 y 1030. Algunos fragmentos se consideran como fuente de hechos históricos.